# Trysil
Trysil é um município no condado de Innlandet, na Noruega. Está localizado no bairro tradicional de Østerdalen. O centro administrativo do município é a aldeia de Innbygda. Outras aldeias do município incluem Nybergsund, Østby e Tørberget.
O município de 3.014 quilômetros quadrados é o 15.º maior em área dos 356 municípios da Noruega. Trysil é o 150.º município mais populoso da Noruega, com uma população de 6.603. A densidade populacional do município é de 2,2 habitantes por quilômetro quadrado e sua população diminuiu 2,2% nos últimos dez anos.